# وارت فرارلبرگ
وارت فرارلبرگ (به آلمانی: Warth) یک منطقهٔ مسکونی در اتریش است که در ناحیه برگنتس واقع شده‌است. وارت فرارلبرگ ۱۹٫۳۴ کیلومتر مربع مساحت دارد ۱٬۴۹۵ متر بالاتر از سطح دریا واقع شده‌است.